# Небесный Иерусалим

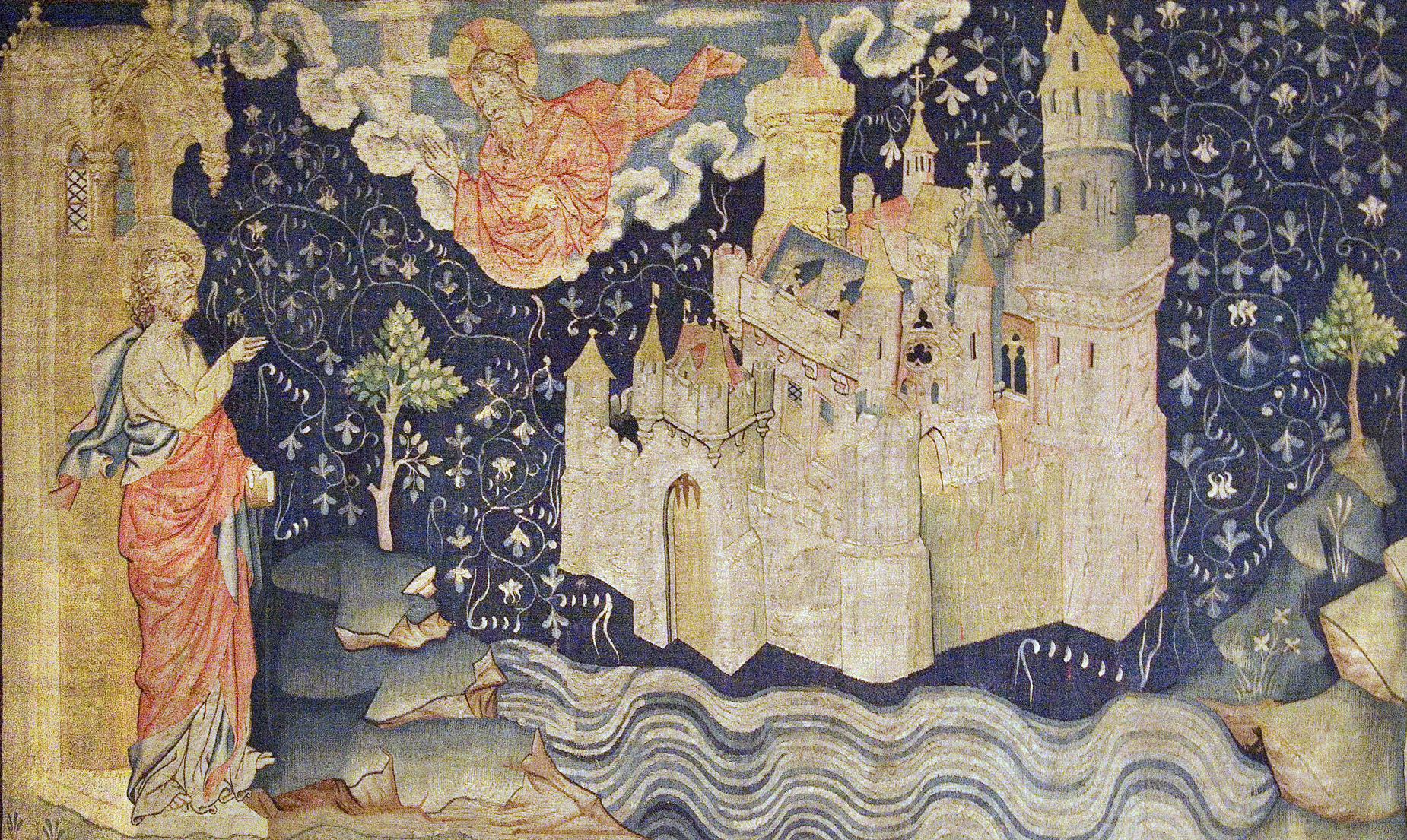
Видение Небесного Иерусалима Иоанном Богословом (Анжерский апокалипсис)

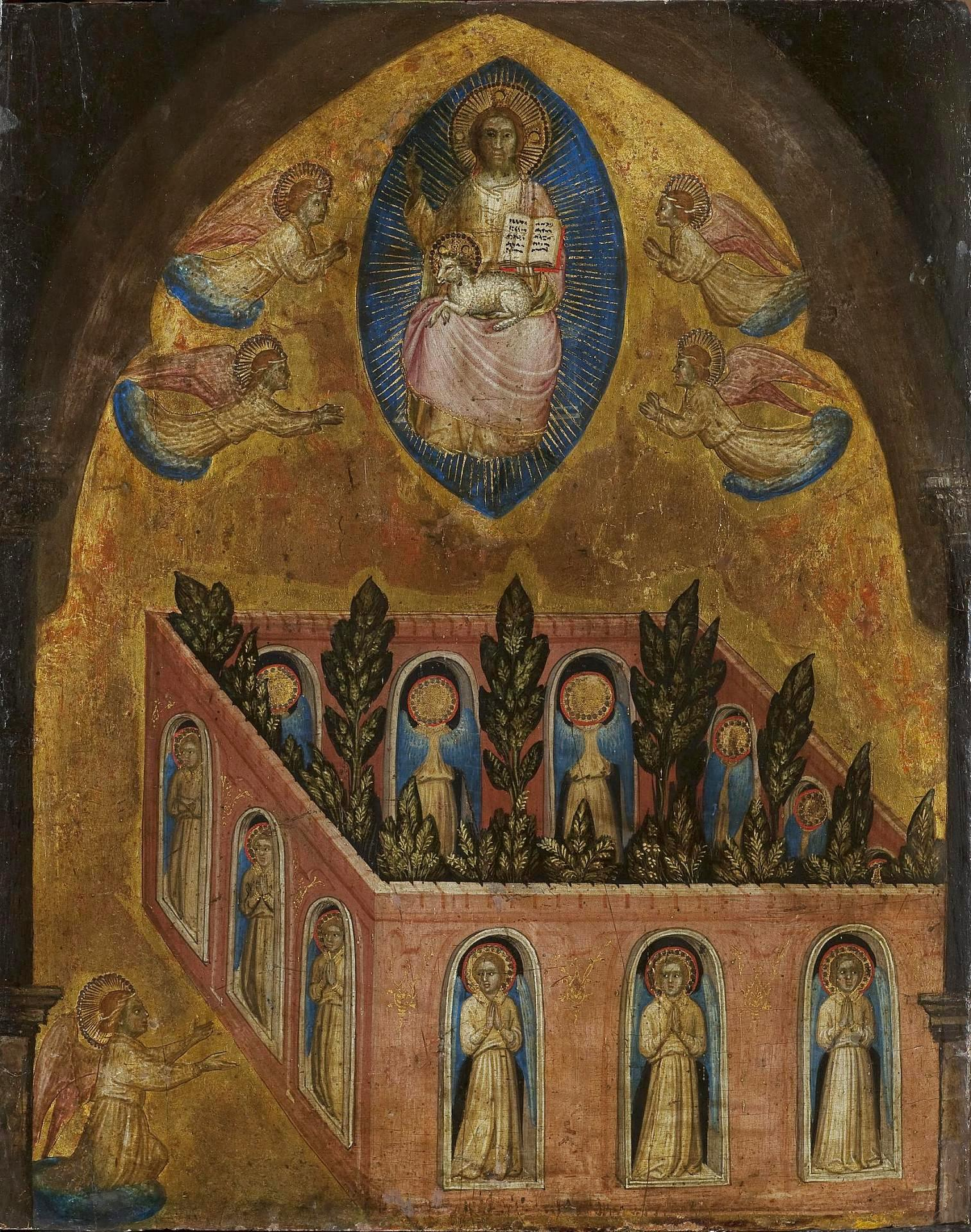
Небесный Иерусалим в изображении итальянского художника XIV века Якобелло Альбереньо. Государственный Эрмитаж, Санкт-Петербург.

Небесный Иерусалим (Новый Иерусалим) — согласно Откровению Иоанна Богослова, Небесный Город, посланный от Бога в конце истории. Один из образов Царства Небесного, известный ещё в древнем Израиле, а ныне во всем мире, среди представителей различных направлений христианства. Нередко используется в качестве противопоставления Града Небесного (Иерусалима, Сиона) граду земному (Вавилону).

## Ветхозаветные упоминания Нового Иерусалима
В ветхозаветных пророчествах имеются упоминания о небесном граде, называемом буквально Новый (Юный) Иерусалим, проводятся аналогии с отроком.
Описанию земного города Иерусалима как места, где должно обитать имя Господа (3Цар. 8:29), и картинам будущего Иерусалима (Ис. 2:2; Мих. 4:1; Зах. 14) соответствует содержащееся в конце Библии изображение Небесного Иерусалима — города мира, где Божий народ будет вечно жить вместе с Богом (Откр . 21:3, 4) и где нет места любому нечестию (Откр. 21:8). Улучшение мира или его обновление не являются причиной возникновения Небесного Иерусалима; лишь исчезновение прежней земли освобождает место для нисходящего от Бога на новую землю Небесного Иерусалима (Откр. 3:12; Откр. 21:1). Желание вступить в этот город несовместимо с земными желаниями, на нынешней земле граждане Небесного Града — пришельцы (1Пет. 2:11; Евр. 12:22—24); здесь они безродны, подобно Израилю во время странствования по пустыне (Евр. 3:7 — 4:11), и поэтому их цели должны быть сообразованы с вечностью (Флп. 3:14; Кол. 3:1, 2; Евр. 13:14). Граждане Небесного Иерусалима — это истинное потомство Авраама, который ожидал построенного Богом города как обетованного наследства и жил на обетованной земле как пришелец (Евр. 11:9, 10). Апостол Павел говорит, что у Авраама было два сына: один — от рабыни Агари, рождённый по плоти, в рабство закона, второй — от свободной Сарры, рождённый по обетованию. Павел подчёркивает, что «в этом есть иносказание»: Агарь «соответствует нынешнему Иерусалиму», а «вышний Иерусалим… матерь всем нам» (Гал. 4:22—30). Только в связи с этими, новозаветными, высказываниями предвидение пророками новой земли (Ис. 65:17) и грядущего спасения Иерусалима (Ис. 66:10, 13) обретает истинный смысл.
Отдельно следует отметить видение, описанное в Книге пророка Иезекииля. Пророк получает откровение о городе Господа, расположенном вокруг восстановленного Храма Единого Бога. Город станет столицей Мессианского царства, местом встречи двенадцати колен Израилевых во времена грядущей Мессианской эпохи. Названо в книге и имя города — «Ягве-Шама» (ивр. יְהוָה שָׁמָּה‎; Господь там; «шама» также имеет значение «послушный»).

## Новый Иерусалим в Новом завете
Небесный град — Царство Божие — описан в Откровении Иоанна Богослова.

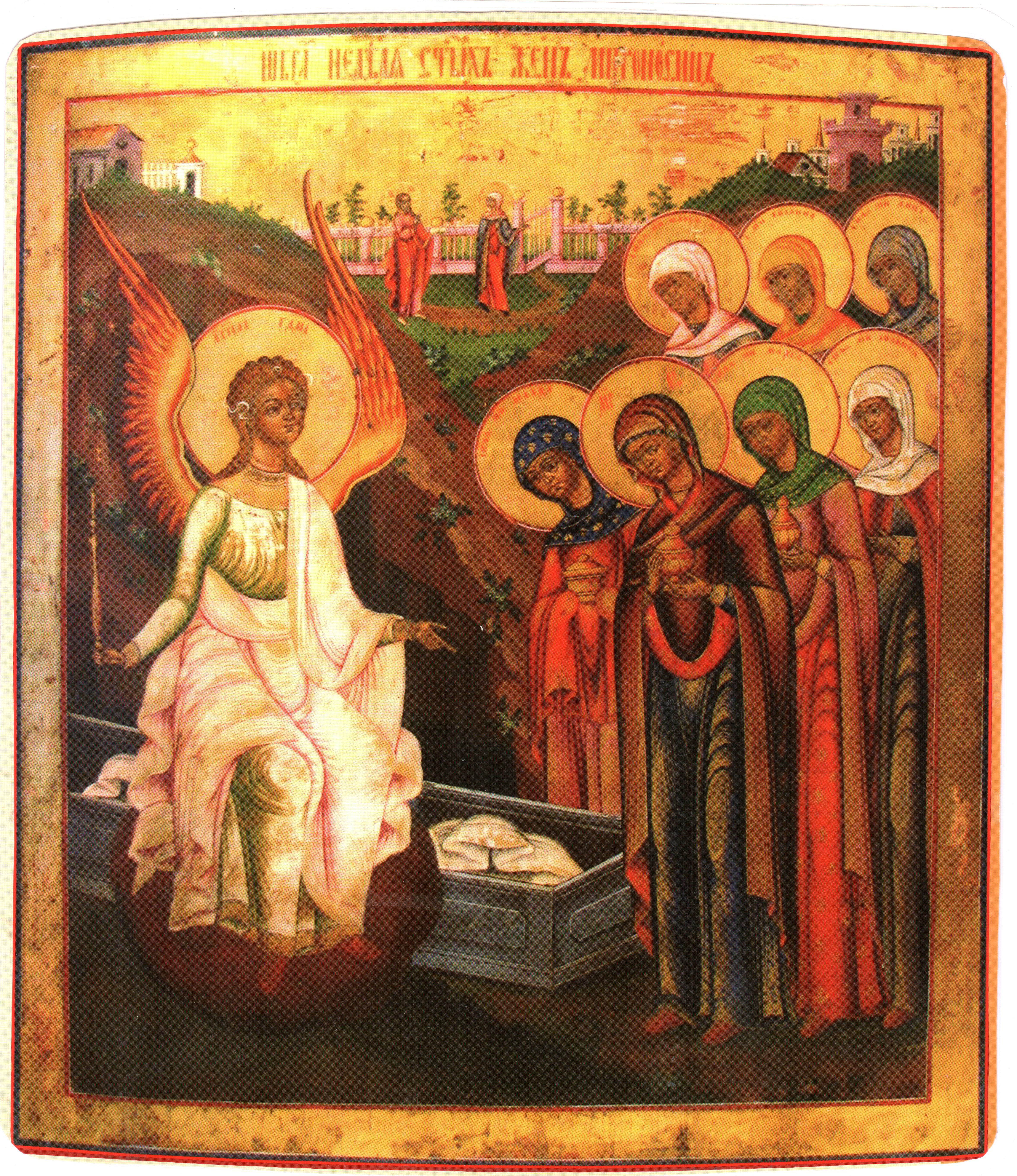
Семь жён-мироносиц (икона, XIX век). Вверху Небесный Иерусалим

Город описывается в форме трёхмерной фигуры с одинаковой длиной, шириной и высотой («…длина и широта и высота его равны» — Откровение Иоанна Богослова 21:16). Такой фигурой может быть либо четырёхгранная пирамида, либо куб. Длина каждой из сторон города равна 12000 стадий, что соответствует примерно 2136 км, если исходить из длины греческой стадии, равной 178 метрам. Либо 2220 км, если брать в расчёт римскую стадию. С четырёх сторон в город ведут 12 ворот, каждые из которых подобны жемчужине. Стены города имеют 12 оснований.
Основания стены города украшены всякими драгоценными камнями: основание первое яспис, второе сапфир, третье халкидон, четвёртое смарагд (изумруд), пятое сардоникс, шестое сердолик, седьмое хризолит, восьмое вирилл, девятое топаз, десятое хризопрас, одиннадцатое гиацинт, двенадцатое аметист. (Откровение Иоанна Богослова 21:19, 20).

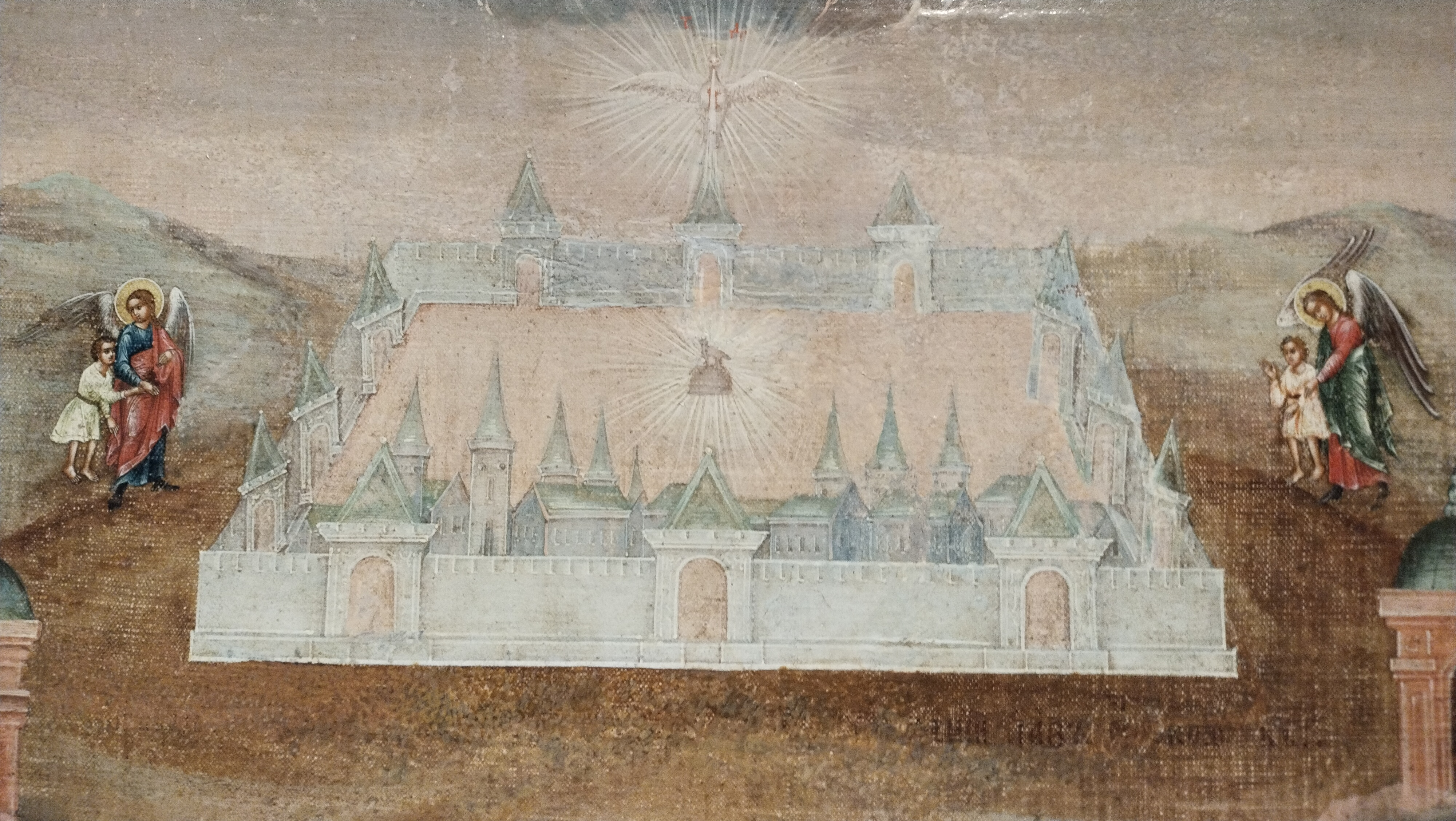
Небесный Иерусалим на иконе «Лабиринт духовный»

Город не имеет нужды в солнечном или искусственном освещении, так как Сам Бог — источник его мощного и одновременно нежного света. Его окружает стена из драгоценнейшего камня — ясписа (возможно, яшма или бриллиант) толщиной в 144 локтя (144*0,48=69,12 метров). Апостол постоянно подчёркивает металлическую (чистейшее золото) и кристаллическую природу города («…сиянием город подобен кристаллу»). Через весь город проходит улица, состоящая из золота настолько очищенного, что Иоанн сравнил его с прозрачным стеклом. От престола Божьего исходит чистая река воды жизни, светлая как кристалл, а посреди улицы и по ту и по другую сторону реки — Дерево жизни, 12 раз в год приносящее плоды. Интересно замечание Апостола: «…а храма я не видел в нём — Бог и Агнец святыня его», что перекликается со словом Ветхозаветного пророка о будущем небесном царствии и новом храме в Иерусалиме: «…Дух господень твердыня его».
Иоанн постоянно подчёркивает красоту города: «…новый, сходящий от Бога с неба, приготовленный как невеста, украшенная для мужа своего». Интересна фраза Иоанна о Небесном городе: «…скиния Бога и людей», позволяющая предполагать, что Новый Иерусалим будет вечным домом искупленного человечества.

## В культуре
Небесный Иерусалим занимает центральное место в верхнем из трёх регистров на поздних русских иконах иконографического типа «Лабиринт духовный». Современные искусствоведы воспринимают подобные иконы как наглядное изображение того, что путь в Небесный Иерусалим лежит через лабиринт жизни, который наполнен тупиками и ложными путями. Подобные иконы не относились к объектам религиозного поклонения, они служили назидательным целям.
Небесный Иерусалим упоминается в песне группы Аквариум «Дубровский»: